# Szustowo (obwód kurski)
Szustowo (ros. Шустово) – wieś (ros. село, trb. sieło) w zachodniej Rosji, w sielsowiecie płatawskim rejonu konyszowskiego w obwodzie kurskim.

## Geografia
Miejscowość położona jest nad Płatawką (lewy dopływ Swapy), 5 km od centrum administracyjnego sielsowietu (Kaszara), 16 km na południowy zachód od centrum administracyjnego rejonu (Konyszowka), 77 km na zachód od Kurska.
We wsi znajduje się 225 posesji.
Klimat
Miejscowość, jak i cały rejon, znajduje się w strefie klimatu kontynentalnego z łagodnym ciepłym latem i równomiernie rozłożonymi opadami rocznymi (Dfb w klasyfikacji klimatów Köppena).

## Demografia
W 2010 r. wieś zamieszkiwały 264 osoby.